# Dans in de stad
Dans in de stad (Frans: Danse à la ville) is een schilderij van Pierre-Auguste Renoir uit 1883. Samen met Dans op het platteland markeert dit schilderij de overgang van de impressionistische naar de klassiekere stijl van Renoir. Sinds 1986 maakt het werk deel uit van de collectie van het Musée d'Orsay in Parijs.

## Voorstelling
In 1882 bestelde de kunsthandelaar Paul Durand-Ruel twee schilderijen met dansscènes bij Renoir om zijn eetkamer te decoreren. Een jaar later schilderde hij Dans in de stad en Dans op het platteland die dezelfde levensgrote afmetingen hebben en als pendanten bedoeld zijn.
Voor Dans in de stad hebben de schilder Paul Lhôte en Suzanne Valadon model gestaan. Valadon, die vaker voor Renoir poseerde en enige tijd zijn minnares was, zou enkele jaren later zelf een succesvolle schilderscarrière beginnen. Het schilderij heeft een formelere uitstraling dan Dans op het platteland. Het paar danst in schitterende avondkleding in een balzaal met op de achtergrond een aantal grote, groene planten.
In 1881 was Renoir tijdens een reis naar Italië zoals zovelen voor hem onder de indruk geraakt van Rafaël. In de jaren die volgden zou hij definitief breken met het impressionisme, zoals zijn vriend Cézanne ook had gedaan. Vergeleken met vroegere werken zoals het beroemde Bal du moulin de la Galette, waar ook dansende paren zijn afgebeeld, zijn de contouren op Dans in de stad veel scherper geschilderd. Daarnaast kenmerkt de klassiekere stijl van Renoir zich door een nagenoeg egale belichting en een gepolijst oppervlak.

## Herkomst
- 1883: Durand-Ruel krijgt het werk samen met Dans op het platteland in bezit.
- 23 augustus 1891: Durand-Ruel koopt beide schilderijen voor 7.500 Franse frank. Ook na zijn dood blijven ze familiebezit.
- december 1979: aangekocht voor de Galerie nationale du Jeu de Paume.
- 1986: overgebracht naar het Musée d'Orsay.

## Afbeeldingen

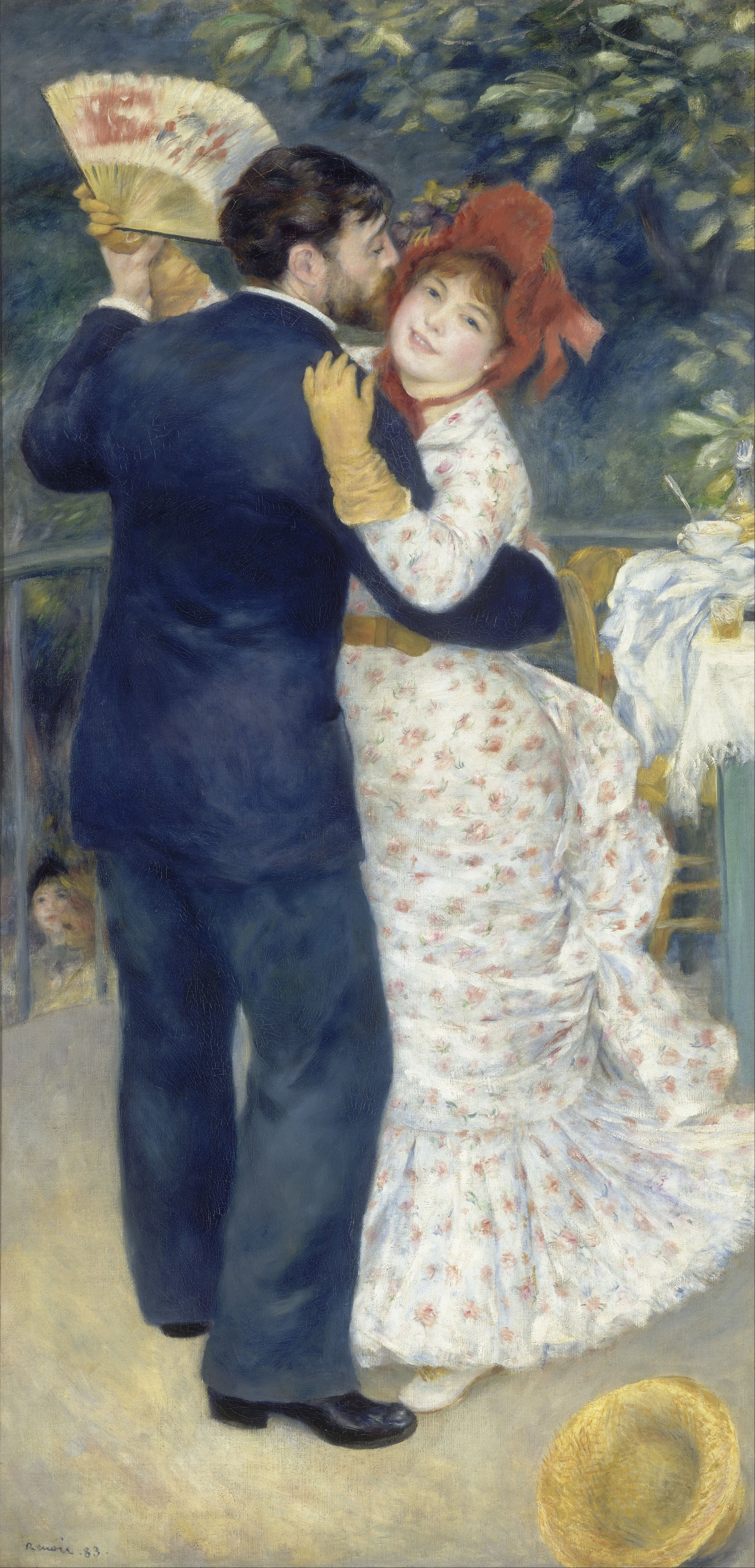
Dans op het platteland (1883)
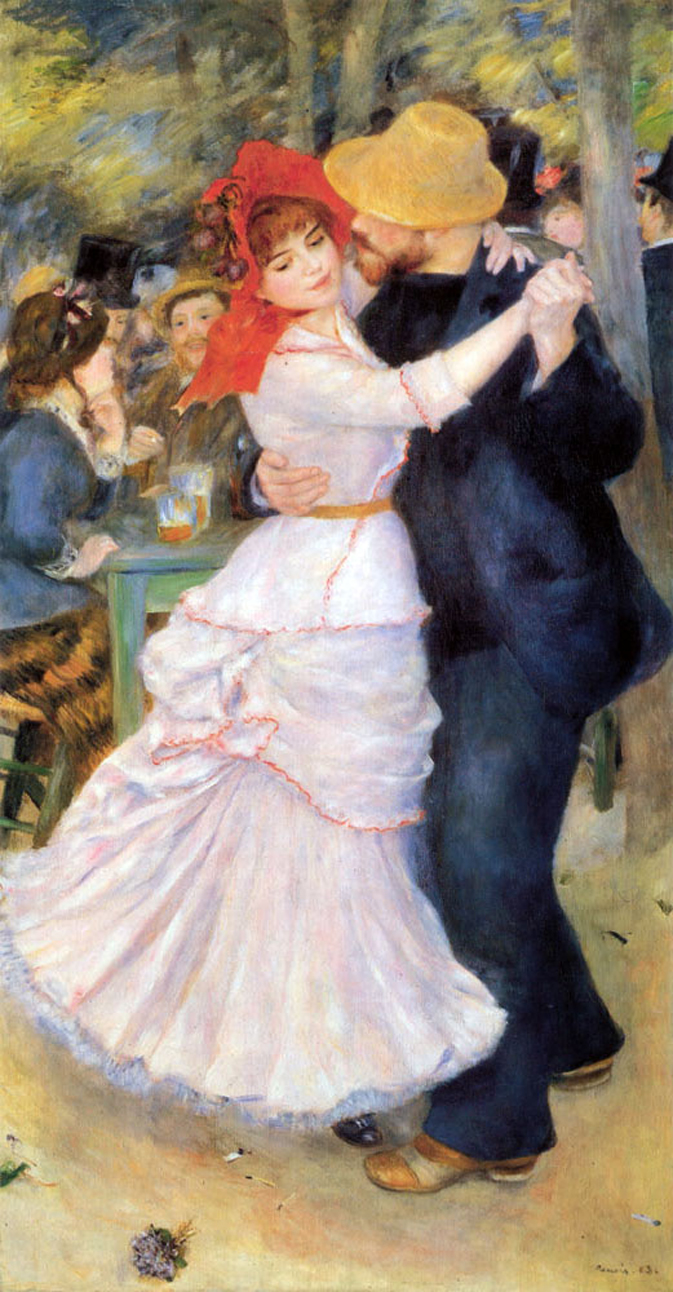
Dans in Bougival (ca. 1883)
Bal du moulin de la Galette (1876)